# Kyrkogemenskap

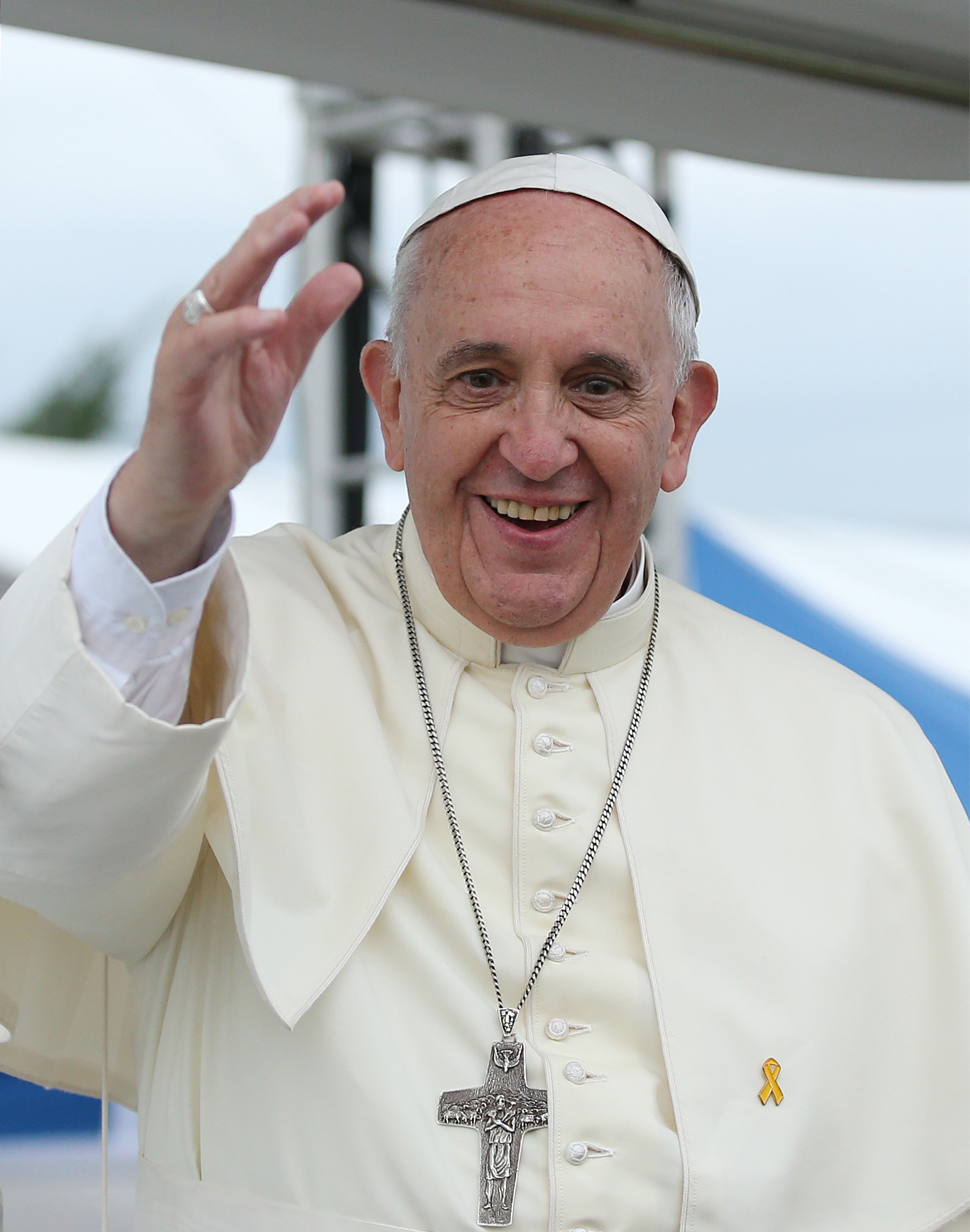
Påve Franciskus på besök i Sydkorea 2014

Kyrkogemenskap, även full kommunion eller sakramental enhet, innebär att två eller fler kyrkosamfund ömsesidigt erkänner varandras sakrament som giltiga och regelenliga, samt tillåter det egna samfundets medlemmar att ta emot sakramenten i det andra samfundet (så kallad interkommunion).
Vanligen avses den romersk-katolska kyrkan, som utgörs av delkyrkor i full kyrkogemenskap, full kommunion, med varandra, och har påven som högste synlige ledare.